# Пам'ятки культурної спадщини Збаразької громади
У статті наведений перелік об'єктів культурної спадщини Збаразької громади Тернопільського району Тернопільської области України.

## Пам'ятки археології
| №  | Назва                                             | Дата | Адреса | Охоронний номер | Документ про взяття на облік |
| -- | ------------------------------------------------- | --- | --- | --------------- | --- |
| 1  | Поселення Базаринці І                             | висоцька культура (ХІІ—VIII ст. до н.е.); давньоруський час (ХІІ-ХІІІ ст.); | с. Базаринці, південно-східні околиці села на підвищеному мисі утвореному вигином правого берега річки (ставку) | 2036            | Наказ департаменту культури, релігій та національностей обласної державної адміністрації від 18.05.2015 № 61-од                                                                                         |
| 2  | Поселення Верняки І,                              | ранній залізний вік (І тис. до н. е.) | с. Старий Збараж, урочище Гора Весела | 2364            | Розпорядження Представника Президента України у Тернопільській області від 25.06.1992 № 148 |
| 3  | Поселення Верняки ІІ                              | ранній залізний вік (І тис. до н. е.), черняхівська (ІІІ-IV ст. н. е.), давньоруський час (Х-ХІІІ ст.) | с. Старий Збараж, на південний схід від села | 2365            | Розпорядження Представника Президента України у Тернопільській області від 25.06.1992 № 148 |
| 4  | Поселення Верняки ІІІ                             | епоха бронзи – ранньозалізний вік (ІІ-І тис. до н.е.); черняхівська к-ра (ІІ-IV ст. н.е.); давньоруський час (Х-ХІІІ ст.) | с. Верняки, між селами Верняки та Старий Збараж по правому березі р. Гнізна | 4484-Тр         | Наказ департаменту культури, релігій та національностей обласної державної адміністрації від 15.05.2014 № 76-од, Наказ Міністерства культури України від 18.04.2017 № 323                               |
| 5  | Поселення Глинчуки І                              | висоцька культура (ХІІ-VIII ст. до н.е.) | с. Глинчуки, на східному схилі мису утвореному злиттям двох струмків, за 2 км на південний схід від хутора | 1459            | Наказ управління культури обласної державної адміністрації від 27.01.2010 № 16 |
| 6  | Поселення Глинчуки ІІ                             | висоцька культура (ХІІ-VIII ст. до н.е.); черняхівська культура (ІІІ-IV ст. н. е.); давньоруський час (ХІІ – ХІІІ ст.) | с. Глинчуки, на східному схилі невеликого мисоподібного виступу, утвореного правим берегом річки, північніше поселення Глинчуки І | 1460            | Наказ управління культури обласної державної адміністрації від 27.01.2010 № 16 |
| 7  | Стоянка Гніздичне І                               | середній палеоліт (150-40 тис. років тому) | с. Гніздичне, 1,5 км на південний-схід від колгоспу на високому мисоподібному виступі правого борта балки | 1337            | Наказ управління культури обласної державної адміністрації від 27.01.2010 № 16 |
| 8  | Поселення Грицівці І                              | культура Ноа (ХІІІ-ХІІ ст. до н. е. ) | с. Грицівці, урочище Могилки | 2317            | Рішення виконкому Тернопільської обласної ради від 14.07.1989 № 162 |
| 9  | Поселення (в л–рі як Кретівці ІІ)                 | черняхівська культура (ІІІ-IV ст. н. е.) | с. Грицівці, урочище Над ставом | 2318            | Рішення виконкому Тернопільської обласної ради від 14.07.1989 № 162 |
| 10 | Поселення Добриводи І                             | черняхівська культура (ІІІ-IV ст. н. е.) | с. Добриводи, лівий берег р. Гніздична, на північ від села | 2319            | Наказ управління культури обласної державної адміністрації від 18.10.2005 № 112 |
| 11 | Курганна група (7 курганів) Добриводи ІІ          | епоха бронзи – ранній залізний вік (ІІ-І тис. до н.е.) | с. Добриводи, 500 м на захід від господарських дворів, південні околиці села, урочище Ліс Пожарниця | 1480            | Наказ управління культури обласної державної адміністрації від 27.01.2010 № 16 |
| 12 | Стоянка Добриводи ІІІ                             | пізній палеоліт (40-10 тис. років тому) | с. Добриводи, північні околиці села, високий лівий берег ставу | 1717            | Наказ управління культури обласної державної адміністрації від 27.01.2010 № 16 |
| 13 | Поселення Добриводи IV                            | епоха бронзи – ранньозалізний вік (ІІ-І тис. до н.е.). | с. Добриводи, південні околиці села по правому березі р. Гніздична. Між господарським двором та будинками | 4475-Тр         | Наказ депратамента культури, релігій та національностей обласної державної адміністраціївід 15.05.2014 № 76-од, Наказ Міністерства культури України від 18.04.2017 № 323                                |
| 14 | Поселення Залужжя ІІ                              | ранній залізний вік (І тис. до н. е.) | с. Залужжя, урочище За лісом | 2321            | Розпорядження Представника Президента України у Тернопільській області від 25.06.1992 № 148 |
| 15 | Поселення Залужжя ІІІ                             | пізній палеоліт (40-10 тис. років тому); комарівсько-тшинецька культура (XVI – ХІІ ст. до н.е.); райковецька культура (кін VII – ІХ ст); давньоруський час (ХІІ – ХІІІ ст.) | с. Залужжя, 50 м на південь від старої церкви, урочище Гора Чернеча | 1645            | Наказ управління культури обласної державної адміністрації від 27.01.2010 № 16 |
| 16 | Поселення Зарубинці І                             | черняхівська культура (ІІІ-IV ст. н. е.); давньоруський час (Х – ХІІІ ст.) | с. Зарубинці, на захід від відстійників спиртзаводу, правий берег струмка | 2322            | Наказ управління культури обласної державної адміністрації від 18.10.2005 № 112 |
| 17 | Поселення Зарубинці ІІІ                           | черняхівська культура (ІІІ-IV ст. н. е.); | с. Зарубинці, на захід від села, урочище “Возне поле”, лівий берег струмка | 2323            | Наказ управління культури обласної державної адміністрації від 18.10.2005 № 112 |
| 18 | Поселення Заруддя І                               | черняхівська культура (ІІІ-IV ст. н. е.); | с. Заруддя, південно-східні околиці села, на мисі, утвореному вигином струмка | 2324            | Наказ управління культури обласної державної адміністрації від 18.10.2005 № 112 |
| 19 | Стоянка Збараж І                                  | пізній палеоліт (40-10 тис. років тому) | м. Збараж урочище Гора Скалка | 2326            | Розпорядження Представника Президента України у Тернопільській області від 25.06.1992 № 148 |
| 20 | Стоянка Збараж ІІ                                 | мезоліт (кінець ІХ-VI тис. до н. е.) | м. Збараж, урочище Гора Скалка | 1207            | Рішення виконкому Тернопільської обласної ради від 14.07.1989 № 162 |
| 21 | Поселення Збараж ІІІ                              | ранній залізний вік (І тис. до н. е.) | м. Збараж, лівий берег р. Гнізни, навпроти Базаринці | 2325            | Наказ управління культури обласної державної адміністрації від 18.10.2005 № 112 |
| 22 | Поселення Збараж IV                               | ранній залізний вік (І тис. до н. е.) | м. Збараж, західні околиці міста | 2327            | Розпорядження Представника Президента України у Тернопільській області від 25.06.1992 № 148 |
| 23 | Поселення Іванчани І                              | черняхівська культура (ІІІ-IV ст. н. е.); | с. Іванчани, урочище Загребелля південно-східні околиці села, мис між правим берегом р. Гніздична і лівим берегом струмка | 2328            | Наказ управління культури обласної державної адміністрації від 18.10.2005 № 112 |
| 24 | Поселення Іванчани ІІ                             | висоцька культура (ХІІ-VIII ст. до н.е.); давньоруський час (ХІІ – ХІІІ ст.) | с. Іванчани, східні околиці села, лівий берег р. Гніздична | 1541            | Наказ управління культури обласної державної адміністрації від 27.01.2010 № 16 |
| 25 | Стоянка Іванчани ІІІ                              | пізній палеоліт (40-10 тис. років тому) | с. Іванчани, східні околиці села, третя надзаплавна тераса гострого мису | 1542            | Наказ управління культури обласної державної адміністрації від 27.01.2010 № 16 |
| 26 | Курган Іванчани IV                                | культура невизначена | с. Іванчани, північні околиці села, правий берег р. Гніздична, урочище Біля Хреста | 1543            | Наказ управління культури обласної державної адміністрації від 27.01.2010 № 16 |
| 27 | Курган Іванчани V                                 | епоха бронзи – ранньозалізний вік (ІІ-І тис. до н.е.) | с. Іванчани, близько 200 м на схід від кар’єру, на вододільній частині пагорба із західної сторони перехрестя польових доріг | 4480-Тр         | Наказ депратамента культури, релігій та національностей обласної державної адміністрації від 15.05.2014 № 76-од, Наказ Міністерства культури України від 18.04.2017 № 323                               |
| 28 | Поселення Киданці І                               | черняхівська культура (ІІІ-IV ст. н. е.); | с. Киданці, північно-західні околиці села, на схід від залізничної станції Стриївка, лівий берег меліоративного каналу | 2329            | Наказ управління культури обласної державної адміністрації від 18.10.2005№ 112 |
| 29 | Поселення Киданці ІІ                              | черняхівська культура (ІІІ-IV ст. н. е.); | с. Киданці, урочище Рудка, правий берег меліоративного каналу, навпроти Киданці І | 2330            | Наказ управління культури обласної державної адміністрації від 18.10.2005 № 112 |
| 30 | Поселення Кобилля І                               | черняхівська культура (ІІІ-IV ст.) | с. Кобилля, уроч. Мшана, східні схили правого берега р. Гніздичної | 4337-Тр         | Розпорядження Представника Президента України у Тернопільській області від 25.06.1992 № 148, Наказ Міністерства культури України від 03.02.2010 № 58/0/16-10 (у редакції від 16.06.11 р. № 453/0/16-10) |
| 31 | Поселення Кобилля ІІ                              | ранній залізний вік (І тис. до н. е.), висоцька культура (ХІ – VII ст. до н.е.), черепино-лагодівська група скіфського часу (VI – V ст. до н.е.) | с. Кобилля, урочище Малі Кринички, на південний захід від села, біля верхів’їв балки, що впадає в Гнізну | 2333            | Наказ управління культури обласної державної адміністрації від 18.10.2005 № 112 |
| 32 | Поселення Кобилля IV                              | пізній палеоліт (40-10 тис. років тому), комарівсько-тшинецька культура (XVI – ХІІ ст. до н.е.), висоцька культура (ХІ – VII ст. до н.е.) | с. Кобилля, східні околиці села, урочище «Гурка» | 446             | Наказ управління культури обласної державної адміністрації від 18.10.2005 № 112 |
| 33 | Поселення Кобилля V                               | висоцька культура (ХІІ-VIII ст. до н.е.), давньоруський час (ХІІ – ХІІІ ст.) | с. Кобилля, урочище Біля Гурки, східні околиці села, лівий берег р. Гніздична, недалеко від піщаного кар’єру | 2336            | Наказ управління культури обласної державної адміністрації від 18.10.2005 № 112 |
| 34 | Поселення Кобилля VI                              | комарівська культура (XVI – ХІІ ст. до н.е.), висоцька культура (ХІІ-VIII ст. до н.е.), черепино-лагодівська група скіфського часу (ІІ пол. VII – поч. V ст. до н. е.), пшеворська культура (ІІ ст. до н. е. – IV ст. н. е.), празька культура (середина V ст. н.е.), райковецька культура (ІХ ст.), давньоруський час (ХІІ – ХІІІ ст.) | с. Кобилля, урочище На Бузьковим, на північний захід від села, на правому березі правої притоки р. Гніздична | 2334            | Наказ управління культури обласної державної адміністрації від 18.10.2005 № 112 |
| 35 | Поселення Кобилля VIII                            | висоцька культура (ХІІ-VIII ст. до н.е.) | с. Кобилля, урочище на городах, 200 м на північний захід від села, на привершинній частині мису, утвореного правим берегом р. Гніздична та лівим берегом р. Ходорівка | 1313            | Наказ управління культури обласної державної адміністрації від 27.01.2010 № 16 |
| 36 | Поселення Кобилля ІХ                              | висоцька культура (ХІІ-VIII ст. до н.е.), черепинсько-лагодівська група скіфського часу (ІІ пол. VII – поч. V ст. до н. е.), райковецька культура (кін VII – ІХ ст), давньоруський час (ХІІ – ХІІІ ст.) | с. Кобилля, урочище Городина, на схід від села, на правому березі потічка, що тече через село і впадає в р. Гніздична | 4446-Тр         | Наказ управління культури обласної державної адміністрації від 18.10.2005 № 112, Наказ Міністерства культури України від 18.04.2017 р. № 325                                                            |
| 37 | Курганна група (2 кургани) Кобилля Х              | Культура невизначена | с. Кобилля, у лісі Іванеччина в урочище Каміння, на привершинній частині пагорба | 1336            | Наказ управління культури обласної державної адміністрації від 27.01.2010 № 16 |
| 38 | Поселення Кобилля ХІ                              | ранній залізний вік (І тис. до н. е.); пшеворська культура (ІІ ст. до н. е. – IV ст н. е.) | с. Кобилля, 2,5 км на південний схід від церкви, урочище Глибока Долина | 1485            | Наказ управління культури обласної державної адміністрації від 27.01.2010 № 16 |
| 39 | Поселення Кобилля ХІІ                             | висоцька культура (ХІІ-VIII ст. до н.е.) | с. Кобилля, північно-східна частина села, урочище Оболоня | 1532            | Наказ управління культури обласної державної адміністрації від 27.01.2010 № 16 |
| 40 | Поселення Кобилля ХІІІ                            | комарівсько-тшинецька культура (XVI – ХІІ ст. до н.е.) | с. Кобилля, 100 м на північний схід від центру села, урочище Збіч | 1533            | Наказ управління культури обласної державної адміністрації від 27.01.2010 № 16 |
| 41 | Поселення Кобилля XIV                             | енеоліт – бронза (IV – II тис. до н. е.) | с. Кобилля, 2 км на північний схід від центру села, урочище Збіч | 1534            | Наказ управління культури обласної державної адміністрації від 27.01.2010 № 16 |
| 42 | Стоянка Кобилля XV                                | пізній палеоліт (40-10 тис. років тому) | с. Кобилля, на вершині великого пагорба, урочище Каміння | 1535            | Наказ управління культури обласної державної адміністрації від 27.01.2010 № 16 |
| 43 | Поселення Кобилля XVI                             | комарівсько-тшинецька культура (XVI – ХІІ ст. до н.е.) | с. Кобилля, східні околиці села, лівий берег заболоченої балки, 150 м на північний схід від кар'єру | 1601            | Наказ управління культури обласної державної адміністрації від 27.01.2010 № 16 |
| 44 | Поселення Кобилля XVIII                           | комарівсько-тшинецька культура (XVI – ХІІ ст. до н.е.) | с. Кобилля, 2 км на північ від центру села, урочище За Лосятиною | 1654            | Наказ управління культури обласної державної адміністрації від 27.01.2010 № 16 |
| 45 | Курган Кобилля ХХ                                 | епоха бронзи – ранньозалізний час (ІІ-І тис. до н.е.) | с. Кобилля, північно-західні околиці села, урочище «На бузьковім» | 1711            | Наказ управління культури обласної державної адміністрації від 27.01.2010 № 16 |
| 46 | Городище Колодне І                                | пізнє середньовіччя (XIV) | с. Колодне, в селі біля церкви,західні околиці села. Городище знаходиться на високому лівому березі річки із північно-західної сторони церкви. Окольне місто городища розташоване із південно-східної сторони від дитинця, оточене із півдня дугоподібним валом. Із західної та східної сторони городище оточене балками, із північної – заплавою річки. | 4447-Тр         | Наказ управління культури обласної державної адміністрації від 18.10.2005 № 112, Наказ Міністерства культури України від 18.04.2017 № 325                                                               |
| 47 | Стоянка Колодне ІІ                                | пізній палеоліт (40-10 тис. років тому) | с. Колодне, на високому мисі над долиною потічка | 2338            | Наказ управління культури обласної державної адміністрації від 18.10.2005 № 112 |
| 48 | Поселення Колодне ІІІ                             | висоцька культура (ХІ-VI ст. до н. е.) (пізній етап) | с. Колодне, урочище На калині коло піску, на південь від села, на лівому березі струмка | 2339            | Наказ управління культури обласної державної адміністрації від 18.10.2005 № 112 |
| 49 | Поселення Колодне IV                              | культура шнурової кераміки (ІІІ тис. до н. е.), комарівсько-тшинецька культура (XVI – ХІІ ст. до н.е.), висоцька культура (ХІІ-VIII ст. до н.е.), давньоруський час (ХІІ – ХІІІ ст.) | с. Колодно, 2 км на південь від села, лівий берег р. Гнізна | 1827            | Наказ управління культури обласної державної адміністрації від 09.02.2012 № 14 |
| 50 | Поселення Кретівці І                              | черняхівська культура (кін. ІІ- поч. V ст. н. е.). | с. Кретівці, на полі на схід від села | 2344            | Наказ управління культури обласної державної адміністрації від 18.10.2005 № 112 |
| 51 | Поселення Максимівка І                            | черняхівська культура (кін. ІІ- поч. V ст. н. е.) | с. Максимівка (Чагарі Збаразькі), на полі між с Максимівка та Чагарі Збаразькі, поблизу залізничної станції | 2345            | Наказ управління культури обласної державної адміністрації від 18.10.2005 № 112 |
| 52 | Поселення Максимівка ІІ                           | вельбарська культура (ІІ-ІІІ ст.); давньоруський час (ХІІ-ХІІІ ст.); | с. Максимівка, правий берег ставу, що між селами Максимівка та Гори Стриївецькі | 2049            | Наказ управління культури обласної державної адміністрації від 09.09.2016 № 121-од |
| 53 | Поселення Мала Березовиця І                       | висоцька культура (ХІІ-VIII ст. до н.е.); черепино-лагодівська група скіфського часу (ІІ пол. VII – поч. V ст. до н. е.); черняхівська культура (ІІІ-IV ст. н. е.); давньоруський час (ХІІ – ХІІІ ст.) | с. Мала Березовиця, на східному схилі мису по правому беререзі річки, за 1 км на схід від села. | 1457            | Наказ управління культури обласної державної адміністрації від 27.01.2010 № 16 |
| 54 | Поселення Мала Березовиця ІІ                      | висоцька культура (ХІІ-VIII ст. до н.е.); черняхівська культура (ІІІ-IV ст. н. е.) | с. Мала Березовиця, на південно-східному схилі мису по лівому березі. Річки, за 1 км на сх. від села, перед поворотом на ферму | 1458            | Наказ управління культури обласної державної адміністрації від 27.01.2010 № 16 |
| 55 | Поселення Мала Березовиця ІІІ                     | висоцька культура (ХІІ-VIII ст. до н.е.); черняхівська культура (ІІІ-IV ст. н. е.); давньоруський час (ХІІ – ХІІІ ст.) | с. Мала Бере зовиця, східні околиці села, лівий берег струмка | 1517            | Наказ управління культури обласної державної адміністрації від 27.01.2010 № 16 |
| 56 | Поселення Мала Березовиця IV                      | енеоліт (IV – III тис. до н. е.), бронзовий час (ІІІ – ІІ тис. до н. е.) , ранньозалізний час (І тис. до н. е.) | с. Мала Березовиця, 1 км на північний захід від с. Мала Березовиця, 1,9 км на південний схід від г. Гонтова | 1928            | Наказ управління культури обласної державної адміністрації від 05.03.2013 № 26-од |
| 57 | Стоянка Малий Глибочок І                          | мезоліт (кінець ІХ-VI тис. до н. е.) | с. Малий Глибочок, урочище Гарголинщина, північні околиці села, на мисоподібному схилі, утвореному Гнізною та її правою притокою | 2346            | Наказ управління культури обласної державної адміністрації від 18.10.2005 № 112 |
| 58 | Стоянка Мусорівці І                               | пізній палеоліт (40-10 тис. років тому) | с. Мусорівці, урочище Лан | 2347            | Розпорядження Представника Президента України у Тернопільській області від 25.06.1992 № 148 |
| 59 | Поселення Мусорівці ІІ                            | ранній залізний вік (І тис. до н. е.) | с. Мусорівці, урочище Лан | 2348            | Розпорядження Представника Президента України у Тернопільській області від 25.06.1992 № 148 |
| 60 | Могильник курганний (6 курганів) Нижчі Луб'янки І | недатовано | с. Нижчі Луб’янки, урочище Луб’янецький ліс, в лісі, направо від шосе на м. Ланівці | 2349            | Наказ управління культури обласної державної адміністрації від 18.10.2005 № 112 |
| 61 | Стоянка, поселення Новики ІІІ                     | пізній палеоліт (40-10 тис. років тому); висоцька культура (ХІІ-VIII ст. до н.е.) | с. Новики, 1 км на схід від південно-східних околиць села, І – ІІ надзаплавні тераси правого берега струмка | 4448-Тр         | Наказ управління культури обласної державної адміністрації від 27.01.2010 № 16, Наказ Міністерства культури України від 18.04.2017 № 325                                                                |
| 62 | Поселення Олишківці І                             | ранній залізний час (І тис. до н. е.) | с. Олишківці, західні околиці села, під лісом Чарівщина | 1338            | Наказ управління культури обласної державної адміністрації від 27.01.2010 № 16 |
| 63 | Поселення Оприлівці І                             | черняхівська культура (ІІІ-IV ст. н. е.); давньоруський час (ХІІ – ХІІІ ст.) | с. Оприлівці, урочище За двором, східні околиці села, лівий берег струмка | 2350            | Наказ управління культури обласної державної адміністрації від 27.01.2010 № 16 |
| 64 | Городище Опрілівці ІІ                             | празька культура (середина V ст.н.е.) | с. Опрілівці, в лісі, урочище Монастирисько | 1378            | Наказ управління культури обласної державної адміністрації від 27.01.2010 № 16 |
| 65 | Поселення Опрілівці ІІІ                           | епоха бронзи – ранньозалізний час (ІІ-І тис. до н.е.), давньоруський час (ХІІ – ХІІІ ст.) | с. Опрілівці, південно-західні околиці села, правий берег р. Гніздична | 1714            | Наказ управління культури обласної державної адміністрації від 27.01.2010 № 16 |
| 66 | Поселення Опрілівці IV                            | трипільська культура, епоха бронзи – ранньозалізний час (ІІ-І тис. до н.е.), давньоруський час (ХІІ – ХІІІ ст.) | с. Опрілівці, південно-західні околиці села, лівий берег р. Гніздична | 1715            | Наказ управління культури обласної державної адміністрації від 27.01.2010 № 16 |
| 67 | Поселення Опрілівці V                             | епоха бронзи – ранньозалізний час (ІІ-І тис. до н.е.), давньоруський час (ХІІ – ХІІІ ст.) | с. Опрілівці, північні околиці села, урочище «Над капличкою» | 1716            | Наказ управління культури обласної державної адміністрації від 27.01.2010 № 16 |
| 68 | Могильник Раковець-Чеснівський І                  | черняхівська культура (ІІІ - IV ст. н.е.) | с. Раковець-Чеснівський |                 | Рішення виконкому Тернопільської обласної ради від 14.07.1989 № 162 |
| 69 | Поселення Раковець-Чеснівський ІІ                 | черняхівська культура (ІІІ-IV ст. н. е.) | с. Раковець-Чеснівський, на узвишші лівого берега р. Раковичка, притоки Горині | 2353            | Наказ управління культури обласної державної адміністрації від 18.10.2005 № 112 |
| 70 | Поселення Решнівка І                              | трипільська культура (IV-кінець ІІІ тис. до н. е.), давньоруський час (ХІІ – ХІІІ ст.) | с. Решнівка, урочище Поле, на правому березі р. Жирак, навпроти західних околиць села | 2354            | Рішення виконкому Тернопільської обласної ради від 14.07.1989 № 162 , Наказ управління культури обласної державної адміністрації від 18.10.2005 № 112                                                   |
| 71 | Городище Старий Збараж І                          | давньоруський час (Х-ХІІІ ст. ) | с. Старий Збараж, урочище Замкова Гора | 2359            | Рішення виконкому Тернопільської обласної ради від 22.03.1971 № 147 |
| 72 | Поселення Старий Збараж ІІ                        | трипільська культура (IV-кінець ІІІ тис. до н. е.), ранній залізний вік (І тис. до н. е.) | с. Старий Збараж, поле біля дач, на південний захід від села | 2367            | Розпорядження Представника Президента України у Тернопільській області від 25.06.1992 № 148 |
| 73 | Поселення Старий Збараж ІІІ                       | ранній залізний вік (І тис. до н. е.) | с. Старий Збараж, урочище Поле Біля Яру | 1206            | Рішення виконкому Тернопільської обласної ради від 14.07.1989 № 162 |
| 74 | Стоянка Старий Збараж IV                          | середній палеоліт (150-40 тис. років тому) | с. Старий Збараж, гора Весела, кар’єр | 2361            | Розпорядження Представника Президента України у Тернопільській області від 25.06.1992 № 148 |
| 75 | Городище Старий Збараж V                          | давньоруський час (Х, ХІ, ХІІ-ХІІІ ст.) | с. Старий Збараж, урочище Бабина Гора | 282             | Рішення виконкому Тернопільської обласної ради від 22.03.1971 № 147 |
| 76 | Могильник ґрунтовий Старий Збараж VI              | давньоруський час (Х-ХІ ст.) | с. Старий Збараж урочище Бабина Гора | 2360            | Рішення виконкому Тернопільської обласної ради від 22.03.1971 № 147 |
| 77 | Поселення Старий Збараж VII                       | ранньозалізний час (І тис. до н. е.), висоцька культура (ХІ-VI ст. до н. е.), райковецька культура (кін VII – ІХ ст.) | с. Старий Збараж, урочище Кирнички, правий берег р. Гнізна Гнила, в 1 км на захід від річки | 4449-Тр         | Наказ управління культури обласної державної адміністрації від 18.10.2005 № 112, Наказ Міністерства культури України від 18.04.2017 № 325                                                               |
| 78 | Поселення Старий Збараж VIII                      | черняхівська культура (ІІІ-IV ст. н. е.) | с. Старий Збараж, урочище «Мшана» | 2363            | Наказ управління культури обласної державної адміністрації від 18.10.2005 № 112 |
| 79 | Поселення (Мотовилівка І)                         | давньоруський час (ХІІ-ХІІІ ст.) | с. Старий Збараж, урочище Мотовилівка, лівий берег р. Гнізни, мисоподібний виступ між хуторами Мотовилівка і Мельники | 2366            | Наказ управління культури обласної державної адміністрації від 18.10.2005 № 112 |
| 80 | Поселення Стриївка І                              | черняхівська культура (ІІІ-IV ст. н. е.) | с. Стриївка, лівий берег струмка, на захід від Киданці ІІ | 2368            | Наказ управління культури обласної державної адміністрації від 18.10.2005 № 112 |
| 81 | Поселення Стриївка ІІ                             | черняхівська культура (ІІІ-IV ст. н. е.) | с. Стриївка, лівий берег струмка, вниз по течії від Стриївки І | 2369            | Наказ управління культури обласної державної адміністрації від 18.10.2005 № 112 |
| 82 | Поселення Стриївка ІІІ                            | черняхівська культура (ІІІ-IV ст. н. е.) | с. Стриївка, правий берег струмка | 2370            | Наказ управління культури обласної державної адміністрації від 18.10.2005 № 112 |
| 83 | Поселення Хоми І                                  | пізній палеоліт (40-10 тис. років тому), тшинецько-комарівська культура (XVI – ХІІ ст. до н.е.), висоцька культура (ХІІ-VIII ст. до н.е.), черепинсько-лагодівська група скіфського часу (ІІ пол. VII – поч. V ст. до н. е.), давньоруський час (Х, ХІІ-ХІІІ ст.)                                                                       | с. Хоми, урочище “Калдуб”, 1 км на північний схід від села, два борти та верхів’я заболоченої балки | 1332            | Наказ управління культури обласної державної адміністрації від 27.01.2010 № 16 |
| 84 | Могильник підплитовий Хоми ІІ                     | давньоруський час (ХІІ – ХІІІ ст.) | с. Хоми, урочище “Калдуб”, 1 км на північний схід від села, лівий борт балки | 1333            | Наказ управління культури обласної державної адміністрації від 27.01.2010 № 16 |
| 85 | Стоянка Хоми ІІІ                                  | пізній палеоліт (40-10 тис. років тому) | хутір Хоми, північні околиці хутора, на західному схилі невисокого мису, утвореного правим берегом балки | 1486            | Наказ управління культури обласної державної адміністрації від 27.01.2010 № 16 |
| 86 | Поселення Хоми V                                  | давньоруський час (ХІІ-ХІІІ ст.) | с. Хоми, північні околиці села, в урочищі Калдуб | 4352-Тр         | Наказ Міністерства культури України від 23.01.2012 № 51 |
| 87 | Поселення Чернихівці І                            | ранній залізний вік (І тис. до н. е.) | с. Чернихівці, урочище Поле на південний схід | 2372            | Рішення виконкому Тернопільської обласної ради від 14.07.1989 № 162, Розпорядження Представника Президента України у Тернопільській області від 25.06.1992 № 148                                        |
| 88 | Поселення Чернихівці ІІ                           | ранній залізний вік (І тис. до н. е.) | с. Чернихівці, на пд.-сх. від села | 2373            | Наказ управління культури обласної державної адміністрації від 18.10.2005 № 112 |
| 89 | Поселення Чернихівці ІІІ                          | ранньозалізний час (І тис. до н. е.), висоцька культура (ХІ-VI ст. до н. е.) | с. Чернихівці, урочище За Ґуральнею, південні околиці села, лівий берег Гнізни | 2371            | Наказ управління культури обласної державної адміністрації від 18.10.2005 № 112 |
| 90 | Поселення Чернихівці IV                           | Ноа (ХІІІ-ХІІ ст. до н. е. ); ранньослов’янський час; давньоруський час (ХІІ-ХІІІ ст.) | с. Чернихівці, вул. Горянська. В центральній частині села, на високому лівому березі річки, південніше моста. | 1876            | Наказ управління культури обласної державної адміністрації від 26.06.2012 року № 97 |
| 91 | Поселення Чернихівці V                            | епоха бронзи –ранньозалізний вік (ІІ-І тис. до н.е.) | с. Чернихівці, південна частина села на підвищеному мисі, на правому березі р. Гнізна, біля крайніх хат. | 2044            | Наказ управління культури обласної державної адміністрації від 09.09.2016 № 121-од |
| 92 | Поселення Шимківці І                              | черняхівська культура (ІІІ-IV ст. н. е.) | с. Шимківці, урочище Попівщина | 2374            | Рішення виконкому Тернопільської обласної ради від 14.07.1989 № 162 |
| 93 | Поселення Шимківці ІІ                             | черняхівська культура (ІІІ-IV ст. н. е.) | с. Шимківці, урочище Мартинова гора | 2375            | Рішення виконкому Тернопільської обласної ради від 14.07.1989 № 162 |
| 94 | Поселення Шимківці ІІІ                            | давньоруський час (ХІІ – ХІІІ ст.) | с. Шимківці, урочище За болотом, лівий берег Гнізни, південні околиці села | 2376            | Наказ управління культури обласної державної адміністрації від 18.10.2005 № 112 |

## Пам'ятки архітектури
| №   | Назва                                 | Дата           | Адреса                              | Охоронний номер | Документ про взяття на облік                                    |
| --- | ------------------------------------- | -------------- | ----------------------------------- | --------------- | --------------------------------------------------------------- |
| 1.  | Замок (мур.)                          | 1631 р.        | м. Збараж вул. Морозенка, 38        | 661             | постанова Ради Міністрів УРСР від 06.09.1979 р. № 442           |
| 2.  | Адміністративний будинок (мур.)       | кінець ХІХ ст. | м. Збараж вул. Б. Хмельницького, 22 | 141             | рішення Тернопільського облвиконкому від 05.12.1986 р. № 343    |
| 3.  | Адміністративний будинок (мур.)       | 1899 р.        | м. Збараж вул. Б. Хмельницького, 24 | 142             | рішення Тернопільського облвиконкому від 05.12.1986 р.№ 343     |
| 4.  | Адміністративний будинок (мур.)       | кінець ХІХ ст. | м. Збараж вул. Б. Хмельницького, 6  | 139             | рішення Тернопільського облвиконкому від 05.12.1986 р.№ 343     |
| 5.  | Адміністративний будинок (мур.)       | кінець ХІХ ст. | м. Збараж вул. Б. Хмельницького, 7  | 140             | рішення Тернопільського облвиконкому від 05.12.1986 р. № 343    |
| 6.  | Палац (мур.)                          | кінець ХІХ ст. | м. Збараж вул. Грушевського, 18     | 126             | рішення Тернопільського облвиконкому від 05.12.1986 р. № 343    |
| 7.  | Воскресенська церква (мур.)           | 1720 р.        | м. Збараж вул. Грушевського, 2      | 124             | рішення Тернопільського облвиконкому від 05.12.1986 р. № 343    |
| 8.  | Палац (мур.)                          | кінець ХІХ ст. | м. Збараж вул. Грушевського, 7      | 125             | рішення Тернопільського облвиконкому від 05.12.1986 р. № 343    |
| 9.  | Млин (мур.)                           | ХІХ ст.        | м. Збараж вул. Д. Галицького        | 156             | рішення Тернопільського облвиконкому від 05.12.1986 р. № 343    |
| 10. | Бойня (мур.)                          | початок ХХ ст. | м. Збараж вул. Лугова, 2            | 130             | рішення Тернопільського облвиконкому від 05.12.1986 р. № 343    |
| 11. | Замок (мур.)                          | 1631 р.        | м. Збараж вул. Морозенка, 38        | 661             | постанова Ради Міністрів УРСР від 24.08.1963 р. № 970           |
| 12. | Адміністративний будинок (мур.)       | ХІХ ст.        | м. Збараж вул. Незалежності, 21     | 131             | рішення Тернопільського облвиконкому від 05.12.1986 р. № 343    |
| 13. | Адміністративний будинок (мур.)       | кінець ХІХ ст. | м. Збараж вул. Незалежності, 25     | 132             | рішення Тернопільського облвиконкому від 29 січня 1988 року №32 |
| 14. | Бернардинський монастир (мур.):       | 1627 р.        | м. Збараж вул. Незалежності, 8      | 662/0           | постанова Ради Міністрів УРСР від 24.08.1963 р. № 970           |
| 15. | Костел (мур.)                         | 1627 р.        | м. Збараж вул. Незалежності, 8      | 662/1           | постанова Ради Міністрів УРСР від 24.08.1963 р. № 970           |
| 16. | Келії (мур.)                          | 1627 р.        | м. Збараж вул. Незалежності, 8      | 662/2           | постанова Ради Міністрів УРСР від 24.08.1963 р. № 970           |
| 17. | Дзвіниця (мур.)                       | 1627 р.        | м. Збараж вул. Незалежності, 8      | 662/3           | постанова Ради Міністрів УРСР від 24.08.1963 р. № 970           |
| 18. | Школа(мур.)                           | початок ХХ ст. | м. Збараж вул. род. Білинських, 2   | 135             | рішення Тернопільського облвиконкому від 05.12.1986 р. № 343    |
| 19. | Будинок товариства “Сокіл” (мур.)     | початок ХХ ст. | м. Збараж вул. Травнева, 2          | 127             | рішення Тернопільського облвиконкому від 05.12.1986 р. № 343    |
| 20. | Комплекс монастиря Тринітаріїв (мур.) | XVIII ст.      | м. Збараж вул. Чехова, 1            | 128             | рішення Тернопільського облвиконкому від 05.12.1986 р. № 343    |
| 21. | Успенська церква (мур.)               | початок ХХ ст. | м. Збараж вул. Чехова, 5            | 129             | рішення Тернопільського облвиконкому від 05.12.1986 р. № 343    |
| 22. | Школа (мур.)                          | 1880 р.        | м. Збараж вул. Шевченка, 1          | 133             | рішення Тернопільського облвиконкому від 05.12.1986 р. № 343    |
| 23. | Адміністративний будинок (мур.)       | кінець ХІХ ст. | м. Збараж вул. Шевченка, 2          | 137             | рішення Тернопільського облвиконкому від 05.12.1986 р. № 343    |
| 24. | Житловий будинок (мур.)               | кінець ХІХ ст. | м. Збараж вул. Шевченка, 4          | 134             | рішення Тернопільського облвиконкому від 05.12.1986 р. № 343    |
| 25. | Адміністративний будинок (мур.)       | 1880 р.        | м. Збараж вул. Шевченка, 6          | 136             | рішення Тернопільського ОВК від 25.01.1989 № 15                 |
| 26. | Синагога (мур.)                       | 1537 р.        | м. Збараж вул. Шолом Алейхема, 1    | 155             | рішення Тернопільського облвиконкому від 29.01.1988 року № 32   |
| 27. | Житловий будинок (мур.)               | кінець ХІХ ст. | м. Збараж майдан Франка, 26         | 148             | рішення Тернопільського облвиконкому від 05.12.1986 р. № 343    |
| 28. | Житловий будинок (мур.)               | кінець ХІХ ст. | м. Збараж майдан Франка, 28         | 149             | рішення Тернопільського облвиконкому від 05.12.1986 р. № 343    |
| 29. | Житловий будинок (мур.)               | кінець ХІХ ст. | м. Збараж майдан Франка, 30         | 150             | рішення Тернопільського облвиконкому від 05.12.1986 р. № 343    |
| 30. | Житловий будинок (мур.)               | кінець ХІХ ст. | м. Збараж майдан Франка, 32         | 151             | рішення Тернопільського облвиконкому від 25.01.1989 № 15        |
| 31. | Житловий будинок (мур.)               | ХІХ ст.        | м. Збараж майдан Франка, 34         | 161             | рішення Тернопільського облвиконкому від 05.12.1986 р. № 343    |
| 32. | Житловий будинок (мур.)               | кінець ХІХ ст. | м. Збараж майдан Франка, 36         | 152             | рішення Тернопільського облвиконкому від 05.12.1986 р. № 343    |
| 33. | Адміністративний будинок (мур.)       | кінець ХІХ ст. | м. Збараж майдан Франка, 40         | 153             | рішення Тернопільського облвиконкому від 05.12.1986 р. № 343    |
| 34. | Адміністративний будинок(мур.)        | кінець ХІХ ст. | м. Збараж майдан Франка, 42         | 154             | рішення Тернопільського облвиконкому від 05.12.1986 р. № 343    |
| 35. | Спасо-Преображенська церква (мур.)    | 1600 р.        | с. Залужжя                          | 664             | постанова Ради Міністрів УРСР від 24.08.1963 р. № 970           |
| 36. | Церква св. Миколая й дзвіниця (мур.)  | 1575           | с. Колодне                          | 1584            | постанова Ради Міністрів УРСР від 06.09.1979 р. № 442           |
| 37. | Дзвіниця церкви св. Михаїла (дер.)    | XVIII ст.      | с. Колодне                          | 1585            | постанова Ради Міністрів УРСР від 06.09.1979 р. № 442           |
| 38. | Дзвіниця церкви св. Михаїла (дер.)    | ХІХ ст.        | с. Колодно                          | 2131            |                                                                 |
| 39. | Церква Різдва Богородиці (мур.)       | 1776 р.        | с. Шили                             | 1649            | рішення Тернопільського облвиконкому від 31.03.1992 р. № 30     |

## Пам'ятки історії
| №  | Назва | Дата                                           | Адреса | Охоронний номер | Документ про взяття на облік |
| -- | --- | ---------------------------------------------- | --- | --------------- | --- |
| 1  | Меморіал Українських Січових Стрільців | відновлено 1993 р.                             | м. Збараж                                                                                                  | 1425            | Наказ управління культури Тернопільської обласної державної адміністрації від 18.10.2005 р. № 112                                                                                              |
| 2  | Пам’ятник воїнам Радянської армії | 1970 р.                                        | м. Збараж, біля контори колгоспу                                                                           | 388             | Рішення виконкому Тернопільської обласної ради від 22.03.1971 р. № 147 |
| 3  | Пам’ятний знак „60 років депортації українців” | 2006 р.                                        | м. Збараж, біля мосту через р. Гнізну, нижче костелу                                                       | 3152            | Наказ управління культури Тернопільської обласної державної адміністрації від 27.01.2010 р. № 16                                                                                               |
| 4  | Будинок, у якому зупинявся письменник Франко І. | 1895 р.                                        | м. Збараж, вул Грушевського, 13                                                                            | 298             | Рішення виконкому Тернопільської обласної ради від 22.03.1971 р. № 147 |
| 5  | Пам’ятне місце загибелі полковника запорізького війська Морозенка С. | 1975                                           | м. Збараж, вул. Б. Хмельницького, біля стін замку                                                          | 480             | Рішення виконкому Тернопільської обласної ради від 12.06.1978 р. № 286 |
| 6  | Будинок, у якому розташовувався штаб 2-ї повітряної армії | Буд. Поч.. ХХ ст., меморіальна дошка – 1975 р. | м. Збараж, вул. Грушевського, 22                                                                           | 915             | Рішення виконкому Тернопільської обласної ради від 22.03.1971 р. № 147 |
| 7  | Пам’ятне місце виступу на передвиборчому вічі письменника Франка І. | Мем. дошка – 1970 р.                           | м. Збараж, вул. Шевченка, біля школи № 2                                                                   | 488             | Рішення виконкому Тернопільської обласної ради від 22.03.1971 р. № 147 |
| 8  | Могила Куцої О. - килимарки, педагога, художника-реставратора | 1985 р.                                        | м. Збараж, кладовище                                                                                       | 3154            | Наказ управління культури Тернопільської обласної державної адміністрації від 27.01.2010 р. № 16                                                                                               |
| 9  | Меморіальний комплекс Слави воїнів Радянської армії. Військове кладовище: Братські могили воїнів Радянської армії (209); могили воїнів Радянської армії(102)                        | 1954 р., 1985 р.                               | м. Збараж, парк ім. Б. Хмельницького                                                                       | 684             | Рішення виконкому Тернопільської обласної ради від 22.03.1971 р. № 147, Рішення виконкому Тернопільської обласної ради від 26.08.1986 р. № 250                                                 |
| 10 | Могила Героя Радянського Союзу Пігорєва М. | 1985 р.                                        | м. Збараж, парк ім. Б. Хмельницького                                                                       | 684/1           | Рішення виконкому Тернопільської обласної ради від 26.08.1986 р. № 250 |
| 11 | Могила Героя Радянського Союзу Курятникова М.А. | 1985 р.                                        | м. Збараж, парк ім. Б. Хмельницького                                                                       | 684/2           | Рішення виконкому Тернопільської обласної ради від 26.08.1986 р. № 250 |
| 12 | Меморіальні стели з іменами жителів району, які загинули в Другій Світовій війні | 1985 р.                                        | м. Збараж, парк ім. Б. Хмельницького                                                                       | 684/3           | Рішення виконкому Тернопільської обласної ради від 26.08.1986 р. № 250 |
| 13 | Родинних склеп лікарів і громадських діячів Білинських. | Початок ХХ ст.                                 | м. Збараж, старе кладовище                                                                                 | 1445            | Наказ управління культури Тернопільської обласної державної адміністрації від 18.10.2005 р. № 112                                                                                              |
| 14 | Пам’ятний знак репресованим, які загинули під час конвоювання їх на Сибір |                                                | м. Збараж, старе кладовище                                                                                 | 3153            | Наказ управління культури Тернопільської обласної державної адміністрації від 27.01.2010 р. № 16                                                                                               |
| 15 | Братська могила поляків, які трагічно загинули у ніч з 22 на 23 лютого 1944 р. | 2007 р.                                        | Мала Березовиця, старе польське кладовище, справа від дороги на с. Ігровицю, узлісся, 49.750729, 25.560162 | 3272            | Наказ управління культури Тернопільської обласної державної адміністрації від 05.03.2013 р. № 26-од                                                                                            |
| 16 | Пам’ятний знак воїнам-землякам, які загинули в роки Другої світової війни | 1968 р.                                        | с. Вищі Луб’янки                                                                                           | 529             | Рішення виконкому Тернопільської обласної ради від 22.03.1971 р. № 147 |
| 17 | Пам’ятний знак на могилі жертв НКВС |                                                | с. Вищі Лубянки                                                                                            | 1430            | Наказ управління культури Тернопільської обласної державної адміністрації від 18.10.2005 р. № 112                                                                                              |
| 18 | Пам’ятний знак воїнам-землякам, які загинули в роки Другої світової війни | 1973 р.                                        | с. Гніздичне                                                                                               | 537             | Рішення виконкому Тернопільської обласної ради від 12.06.1978 р. № 286 |
| 19 | Пам’ятний знак на місці розстрілу 28 жителів села органами НКВС |                                                | с. Гори-Стрийовецькі, під лісом                                                                            | 1431            | Наказ управління культури Тернопільської обласної державної адміністрації від 18.10.2005 р. № 112                                                                                              |
| 20 | Пам'ятний знак (таблиця) до 95-річчя від дня народження вченого Олександра Смакули на будинку, де він народився                                                                     |                                                | с. Доброводи                                                                                               | 1432            | Наказ управління культури Тернопільської обласної державної адміністрації від 18.10.2005 р. № 112                                                                                              |
| 21 | Пам’ятний знак воїнам-землякам, які загинули в роки Другої світової війни | 1967 р.                                        | с. Доброводи                                                                                               | 540             | Рішення виконкому Тернопільської обласної ради від 22.03.1971 р. № 147 |
| 22 | Пам’ятний знак на честь фольклориста і перекладача О. Роздольського | 1976 р.                                        | с. Доброводи                                                                                               | 541             | Рішення виконкому Тернопільської обласної ради від 12.06.1978 р. № 286 |
| 23 | Пам'ятний знак (хрест) «За тверезість» | 1894                                           | с. Доброводи, біля входу на церковне подвір’я                                                              | 3155            | Наказ управління культури Тернопільської обласної державної адміністрації від 27.01.2010 р. № 16                                                                                               |
| 24 | Будинок, у якому зупинявся письменник Франко І. | ХІХ ст., меморіальна дошка – 1971 р.           | с. Добромірка                                                                                              | 542             | Рішення виконкому Тернопільської обласної ради від 22.03.1971 р. № 147 |
| 25 | Пам’ятний знак воїнам-землякам, які загинули в роки Другої світової війни | 1977 р.                                        | с. Залужжя                                                                                                 | 869             | Рішення виконкому Тернопільської обласної ради від 12.06.1978 р. № 286 |
| 26 | Пам'ятний знак (хрест) «За тверезість» | 1875 р.                                        | с. Залужжя, г. Чернеча, біля церкви                                                                        | 3156            | Наказ управління культури Тернопільської обласної державної адміністрації від 27.01.2010 р. № 16                                                                                               |
| 27 | Музей-садиба Івана Горбачевського, вченого-лікаря, першого міністра охорони здоров’я Австро-Угорщини                                                                                | 2004 р.                                        | с. Зарубинці                                                                                               | 1433            | Наказ управління культури Тернопільської обласної державної адміністрації від 18.10.2005 р. № 112                                                                                              |
| 28 | Одиночні поховання (2) воїнів Української Повстанської Армії |                                                | с. Зарубинці                                                                                               | 1449            | Наказ управління культури Тернопільської обласної державної адміністрації від 18.10.2005 р. № 112                                                                                              |
| 29 | Пам’ятний знак воїнам-землякам, які загинули в роки Другої світової війни | 1967 р.                                        | с. Заруддя                                                                                                 | 294             | Рішення виконкому Тернопільської обласної ради від 22.03.1971 р. № 147 |
| 30 | Пам'ятний знак (таблиця) поету і журналісту Івану Горбатому | 2004 р.                                        | с. Заруддя на будинку школи                                                                                | 1434            | Наказ управління культури Тернопільської обласної державної адміністрації від 18.10.2005 р. № 112                                                                                              |
| 31 | Братська могила воїнів Радянської армії, пам’ятний знак воїнам-землякам, які загинули в роки Другої світової війни                                                                  | 1971 р.                                        | с. Іванчани, вул. Центральна, біля сільської ради, 49.747748, 25.614080                                    | 736             | Рішення виконкому Тернопільської обласної ради від 12.06.1978 р. № 286 |
| 32 | Пам'ятний знак (хрест) на честь скасування панщини | 1848р. віднов. поч. 90 –х. рр. ХХст.           | с. Іванчани, ур. "Прачка", біля мосту через ставок, дорога на с. Кобилля, 49.755211, 25.613135             | 1450            | Розпорядження Представника Президента України в Тернопільській області від 25.06.1992 р. № 148                                                                                                 |
| 33 | Братська могила воїнів Радянської армії | 1970 р.                                        | с. Капустинці                                                                                              | 548             | Рішення виконкому Тернопільської обласної ради від 12.06.1978 р. № 286 |
| 34 | Пам’ятний знак воїнам-землякам, які загинули в роки Другої світової війни | 1970 р.                                        | с. Капустинці                                                                                              | 549             | Рішення виконкому Тернопільської обласної ради від 12.06.1978 р. № 286 |
| 35 | Пам’ятний знак воїнам-землякам, які загинули в роки Другої світової війни | 1968 р.                                        | с. Киданці                                                                                                 | 302             | Рішення виконкому Тернопільської обласної ради від 22.03.1971 р. № 147 |
| 36 | Пам’ятний знак (насип курганного типу) „Борцям за волю України” |                                                | с. Кобилля, біля мосту через річку                                                                         | 1896            | Наказ управління культури Тернопільської обласної державної адміністрації від 18.10.2005 р. № 112                                                                                              |
| 37 | Пам'ятний знак (хрест) «За тверезість» | 1875 р.                                        | с. Кобилля, біля церкви св. Юрія                                                                           | 1873            | Наказ управління культури Тернопільської обласної державної адміністрації від 18.10.2005 р. № 112                                                                                              |
| 38 | Пам'ятний знак (скульптура) «Хрещення Ісуса Христа» |                                                | с. Кобилля, вул. Зарічна, центр (за будинком культури)                                                     | 1809            | Наказ управління культури Тернопільської обласної державної адміністрації від 18.10.2005 р. № 112                                                                                              |
| 39 | Пам’ятний знак воїнам-землякам, які загинули в роки Другої світової війни | 1968 р.                                        | с. Кобилля, вул. Зарічна, центр, роздоріжжя                                                                | 303             | Рішення виконкому Тернопільської обласної ради від 22.03.1971 р. № 147 |
| 40 | Могила воїна Радянської армії Юхима Дмитровича Пінчука |                                                | с. Кобилля, кладовище, східні околиці села, вершина пагорба, старе польське кладовище                      | 1435            | Наказ управління культури Тернопільської обласної державної адміністрації від 18.10.2005 р. № 112                                                                                              |
| 41 | Братська могила воїнів Української Повстанської Армії (7 чол.) |                                                | с. Кобилля, південна частина села, неподалік церкви св. Юрія, кладовище                                    | 1905            | Наказ управління культури Тернопільської обласної державної адміністрації від 18.10.2005 р. № 112                                                                                              |
| 42 | Пам'ятний знак (хрест) на честь скасування панщини | 1848 р., наново встановлений у 1995 р.         | с. Кобилля, роздоріжжя вул. Шевченка і Загріївка                                                           | 1883            | Наказ управління культури Тернопільської обласної державної адміністрації від 18.10.2005 р. № 112                                                                                              |
| 43 | Братська могила невідомих воїнів, перепохованих у роки Другої світової війни |                                                | с. Колодне                                                                                                 | 1436            | Наказ управління культури Тернопільської обласної державної адміністрації від 18.10.2005 р. № 112                                                                                              |
| 44 | Могила невідомого воїна Першої світової війни | 1914-1918 рр.                                  | с. Колодне, на подвір’ї церкви св. Михаїла (дер.)                                                          | 3274            | Наказ департаменту культури, релігій та національностей Тернопільської обласної державної адміністрації від 15.05.2014 р. № 76-од                                                              |
| 45 | Пам’ятний знак воїнам-землякам, які загинули в роки Другої світової війни | 1969 р.                                        | с. Колодне, навпроти сільської ради, дорога на с. Болязуби                                                 | 304             | Рішення виконкому Тернопільської обласної ради від 22.03.1971 р. № 147 |
| 46 | Могила Степана Якимишина |                                                | с. Мусорівці                                                                                               | 1437            | Наказ управління культури Тернопільської обласної державної адміністрації від 18.10.2005 р. № 112                                                                                              |
| 47 | Пам’ятний знак воїнам-землякам, які загинули в роки Другої світової війни | 1969 р.                                        | с. Нижчі Луб’янки                                                                                          | 306             | Рішення виконкому Тернопільської обласної ради від 22.03.1971 р. № 147 |
| 48 | Могила воїнів Радянської армії Тарашевського І. та Виличка С., пам’ятний знак воїнам-землякам, які загинули в роки Другої світової війни                                            | 1967 р.                                        | с. Новики, центр, роздоріжжя на с. Добриводи                                                               | 738             | Рішення виконкому Тернопільської обласної ради від 22.03.1971 р. № 147 |
| 49 | Могила вояка Української Повстанської Армії Василя Мурзи |                                                | с. Решнівка                                                                                                | 1439            | Наказ управління культури Тернопільської обласної державної адміністрації від 18.10.2005 р. № 112                                                                                              |
| 50 | Пам’ятний знак воїнам-землякам, які загинули в роки Другої світової війни | 1973 р.                                        | с. Решнівка                                                                                                | 566             | Рішення виконкому Тернопільської обласної ради від 12.06.1978 р. № 286 |
| 51 | Пам’ятний знак воїнам-землякам, які загинули в роки Другої світової війни | 1985 р.                                        | с. Розношинці                                                                                              | 1026            | Рішення виконкому Тернопільської обласної ради від 26.08.1986 р. № 250 |
| 52 | Могила одного з організаторів транспортування газети „Іскра” та інших революційних видань в Росію Шмігера І.                                                                        | 1925 р.                                        | с. Розношинці                                                                                              | 308             | Рішення виконкому Тернопільської обласної ради від 22.03.1971 р. № 147 |
| 53 | Пам’ятний знак на честь перебування в селі письменника Стефаника В. | Мем. дошка – 1971 р.                           | с. Розношинці                                                                                              | 735             | Рішення виконкому Тернопільської обласної ради від 22.03.1971 р. № 147 |
| 54 | Пам’ятний знак воїнам-землякам, які загинули в роки Другої світової війни | 1966 р.                                        | с. Синява                                                                                                  | 310             | Рішення виконкому Тернопільської обласної ради від 22.03.1971 р. № 147 |
| 55 | Могила воїна Радянської армії (невідомий) |                                                | с. Стриївка, кладовище(біля фіртки                                                                         | 1440            | Наказ управління культури Тернопільської обласної державної адміністрації від 18.10.2005 р. № 112                                                                                              |
| 56 | Пам’ятний знак воїнам-землякам, які загинули в роки Другої світової війни | 1967 р.                                        | с. Стриївка, центр, роздоріжжя неподалік сільської ради                                                    | 311             | Рішення виконкому Тернопільської обласної ради від 22.03.1971 р. № 147 |
| 57 | Пам’ятний знак діячці української культури за кордоном Оксані Лятуринській | 2002 р.                                        | с. Хоми, хутір Ліски                                                                                       | 1452            | Наказ управління культури Тернопільської обласної державної адміністрації від 18.10.2005 р. № 112                                                                                              |
| 58 | Могила Вітенька І.В. - вченого-кібернетика |                                                | с. Чернихівці, кладовище, на південь від церкви, N 49°63692 , E 25°73397                                   | 3157            | Наказ управління культури Тернопільської обласної державної адміністрації від 27.01.2010 р. № 16                                                                                               |
| 59 | Могила народного оповідача, сподвижника І.Франка Грицуняка Антона Андрійовича | 1900 р.                                        | с. Чернихівці, кладовище, на північний схід від церкви, N 49°63'615 , E 25°73385                           | 4488-Тр         | Наказ департаменту культури, релігій та національностей Тернопільської обласної державної адміністрації від 15.05.2014 р. № 76-од, Наказ Міністерства культури України від 18.04.2017 р. № 323 |
| 60 | Пам’ятний знак воїнам-землякам, які загинули в роки Другої світової війни | 1967 р.                                        | с. Шили | 312             | Рішення виконкому Тернопільської обласної ради від 22.03.1971 р. № 147 |
| 61 | Пам’ятний знак на місці бою між частиною Радянської Армії і українськими повстанцями – Луб’янецький ліс, 22 травня 1944 р., перезахоронення останків повстанців у 1990 р. у с. Шили | Пере захоронення 1990 р.                       | с. Шили, кладовище                                                                                         | 1441            | Наказ управління культури Тернопільської обласної державної адміністрації від 18.10.2005 р. № 112                                                                                              |
| 62 | Пам’ятний знак воїнам-землякам, які загинули в роки Другої світової війни | 1972 р.                                        | с. Шимківці                                                                                                | 916             | Рішення виконкому Тернопільської обласної ради від 12.06.1978 р. № 286 |

## Пам'ятки монументального мистецтва
| №  | Назва                                                                                  | Дата                  | Адреса                                            | Охоронний номер | Документ про взяття на облік |
| -- | -------------------------------------------------------------------------------------- | --------------------- | ------------------------------------------------- | --------------- | --- |
| 1  | Пам’ятник поету, громадському діячу Франку Івану Яковичу                               | 1992 р.               | м. Збараж                                         | 1443            | Наказ управління культури Тернопільської обласної державної адміністрації від 18.10.2005 р. № 112                                                                                              |
| 2  | Пам’ятник державному і військовому діячу, гетьману України Хмельницькому Богдану       | 1954 р.               | м. Збараж, вул. Б. Хмельницького                  | 314             | Рішення виконкому Тернопільської обласної ради від 22.03.1971 р. № 147 |
| 3  | Пам’ятник польському поету Міцкевичу Адаму                                             | 1898 р., рек. 1970 р. | м. Збараж, парк ім. Б. Хмельницького              | 297             | Рішення виконкому Тернопільської обласної ради від 22.03.1971 р. № 147 |
| 4  | Пам’ятник першому командиру Української повстанської Армії Клячківському Дмитру        | 1995 р.               | м. Збараж, центр                                  | 1442            | Наказ управління культури Тернопільської обласної державної адміністрації від 18.10.2005 р. № 112                                                                                              |
| 5  | Скульптура Матері Божої в пам'ять про пожежу                                           | 5.10.1907 р.          | с. Базаринці, вул. І.Франка, біля Збаразького РЕМ | 3009            | Наказ управління культури Тернопільської обласної державної адміністрації від 27.01.2010 р. № 16                                                                                               |
| 6  | Пам’ятник Морозенку                                                                    | 1993 р.               | с. Вищі Луб’янки                                  | 1446            | Наказ управління культури Тернопільської обласної державної адміністрації від 18.10.2005 р. № 112                                                                                              |
| 7  | Скульптура св. Антонія                                                                 | 1873 р.               | с. Вищі Луб’янки, вул. І. Франка, біля школи      | 3010            | Наказ управління культури Тернопільської обласної державної адміністрації від 27.01.2010 р. № 16                                                                                               |
| 8  | Пам’ятник поету, письменнику, художнику Шевченку Тарасу Григоровичу                    | 1964 р.               | с. Доброводи                                      | 313             | Рішення виконкому Тернопільської обласної ради від 22.03.1971 р. №147 |
| 9  | Пам’ятник вченому Смакулі Олександру                                                   | 2000 р.               | с. Доброводи, територія ліцею                     | 1424            | Наказ управління культури Тернопільської обласної державної адміністрації від 18.10.2005 р. № 112                                                                                              |
| 10 | Скульптура св. Онуфрія                                                                 | ХІХ ст.               | с. Залужжя                                        | 1448            | Наказ управління культури Тернопільської обласної державної адміністрації від 18.10.2005 р. № 112                                                                                              |
| 11 | Скульптура св. Анни (Розалії)                                                          | ХІХ ст.               | с. Залужжя, вул. Виноградна, 4                    | 4476-Тр (3278)  | Наказ департаменту культури, релігій та національностей Тернопільської обласної державної адміністрації від 15.05.2014 р. № 76-од, Наказ Міністерства культури України від 18.04.2017 р. № 323 |
| 12 | Скульптура Матері Божої                                                                | 1863 р                | с. Залужжя, вул. Збаразька,32                     | 4477-Тр (3279)  | Наказ департаменту культури, релігій та національностей Тернопільської обласної державної адміністрації від 15.05.2014 р. № 76-од, Наказ Міністерства культури України від 18.04.2017 р. № 323 |
| 13 | Скульптура Матері Божої Непорочного Зачаття                                            | ХІХ ст.               | с. Залужжя, вул. Збаразька,70                     | 4478- Тр (3280) | Наказ департаменту культури, релігій та національностей Тернопільської обласної державної адміністрації від 15.05.2014 р. № 76-од, Наказ Міністерства культури України від 18.04.2017 р. № 323 |
| 14 | Скульптура св. Григорія                                                                | 1844 р.               | с. Залужжя, вул. Л. Українки                      | 3012            | Наказ управління культури Тернопільської обласної державної адміністрації від 27.01.2010 р. № 16                                                                                               |
| 15 | Скульптура Матері Божої                                                                | 1927 р.               | с. Залужжя, роздоріжжя вул. Франка – Франка бічна | 4479-Тр (3281)  | Наказ департаменту культури, релігій та національностей Тернопільської обласної державної адміністрації від 15.05.2014 р. № 76-од, Наказ Міністерства культури України від 18.04.2017 р. № 323 |
| 16 | Пам'ятний знак (скульптура св. Розалії) на захист від епідемій                         | 1831 р.               | с. Залужжя, центр, біля церкви                    | 3011            | Наказ управління культури Тернопільської обласної державної адміністрації від 27.01.2010 р. № 16                                                                                               |
| 17 | Пам’ятник поету, громадському діячу Франку Івану Яковичу                               | 1966 р.               | с. Киданці                                        | 315             | Рішення виконкому Тернопільської обласної ради від 22.03.1971 р. № 147 |
| 18 | Скульптура св. Томаса                                                                  | 1880 р.               | с. Кретівці, вул. Дружби, подвір’я жителя         | 3014            | Наказ управління культури Тернопільської обласної державної адміністрації від 27.01.2010 р. № 16                                                                                               |
| 19 | Скульптура св. Миколая                                                                 | 1864 р.               | с. Мала Березовиця, 49.752326, 25.565761          | 4481-Тр         | Наказ департаменту культури, релігій та національностей Тернопільської обласної державної адміністрації від 15.05.2014 р. № 76-од, Наказ Міністерства культури України від 18.04.2017 р. № 323 |
| 20 | Пам'ятний знак (скульптура Матері Божої) в оборону від голоду, війни і раптової смерті | 1918 р.               | с. Нижчі Луб’янки, центр, на перехресті доріг     | 3013            | Наказ управління культури Тернопільської обласної державної адміністрації від 27.01.2010 р. № 16                                                                                               |
| 21 | Скульптура Святої Трійці                                                               |                       | с. Синява                                         | 3015            | Наказ управління культури Тернопільської обласної державної адміністрації від 27.01.2010 р. № 16                                                                                               |
| 22 | Пам’ятник поету, письменнику, художнику Шевченку Тарасу Григоровичу                    | 1961 р.               | с. Синява                                         | 318             | Рішення виконкому Тернопільської обласної ради від 22.03.1971 р. № 147 |
| 23 | Скульптура Матері Божої                                                                |                       | с. Синява,                                        | 3016            | Наказ управління культури Тернопільської обласної державної адміністрації від 27.01.2010 р. № 16                                                                                               |
| 24 | Скульптура св. Анни та Матері Божої                                                    | ХІХ ст.               | с. Старий Збараж, біля дороги в с. Верняки        | 4485-Тр (3284)  | Наказ департаменту культури, релігій та національностей Тернопільської обласної державної адміністрації від 15.05.2014 р. № 76-од, Наказ Міністерства культури України від 18.04.2017 р. № 323 |
| 25 | Скульптура св. Анни та Матері Божої                                                    | ХІХ ст.               | с. Старий Збараж, біля дороги в с. Залужжя        | 4487-Тр (3285)  | Наказ департаменту культури, релігій та національностей Тернопільської обласної державної адміністрації від 15.05.2014 р. № 76-од, Наказ Міністерства культури України від 18.04.2017 р. № 323 |
| 26 | Скульптурна композиція: Відкрите серце Ісуса та Непорочне серце Марії                  | ХІХ ст.               | с. Старий Збараж, біля дороги в с. Залужжя        | 4486-Тр (3286)  | Наказ департаменту культури, релігій та національностей Тернопільської обласної державної адміністрації від 15.05.2014 р. №76-од, Наказ Міністерства культури України від 18.04.2017 р. № 323  |
| 27 | Пам’ятник поету, письменнику, художнику Шевченку Тарасу Григоровичу                    | 1958 р.               | с. Шили                                           | 319             | Рішення виконкому Тернопільської обласної ради від 22.03.1971 р. № 147 |
| 28 | Скульптура св. Миколая                                                                 | 1858 р.               | х. Верняки, центр                                 | 4483-Тр (3283)  | Наказ департаменту культури, релігій та національностей Тернопільської обласної державної адміністрації від 15.05.2014 р. №76-од, Наказ Міністерства культури України від 18.04.2017 р. № 323  |